# Catedral de San Esteban (Brisbane)
La Catedral de San Esteban (en inglés: Cathedral of St Stephen) es la iglesia catedral considerada patrimonio histórico de la archidiócesis católica de Brisbane y la sede de su arzobispo. Es la catedral de la arquidiócesis de Brisbane.
La catedral se encuentra en un sitio delimitado por las calles Elizabeth, Charlotte y Edward , en la ciudad de Brisbane, Queensland en Australia. Construida entre 1864 y 1922, con  extensiones realizadas en 1989, la catedral fue establecida con James Quinn como su primer obispo. Quinn planeó construir una gran catedral para dar cabida a una congregación creciente. El 26 de diciembre de 1863, en la fiesta de San Esteban, Quinn puso la primera piedra para una gran catedral diseñada por Benjamin Backhouse. El diseño original de Backhouse fue cambiado y se redujo en numerosas ocasiones a lo largo de la terminación de la catedral, principalmente por razones económicas. 